# Medicina buona
Medicina buona è un album discografico del collettivo romano La Comitiva, pubblicato il 23 giugno 1999 dalla Virgin Records.

## Il disco
Si tratta del primo e unico progetto musicale intrapreso dal collettivo, composto dal rapper, beatmaker, disc jockey e writer Ice One (all'epoca facente parte dei Colle der Fomento), dai cantautori Riccardo Sinigallia e Francesco Zampaglione (quest'ultimo facente parte dei Tiromancino), dal batterista David Nerattini (collaboratore di Angela Baraldi) e dal disc jockey DJ Stile (collaboratore di vari artisti tra cui Frankie hi-nrg mc e Neffa), tutti e cinque appartenenti alla scena musicale romana.
L'album contiene il brano Nottetempo, per il quale è stato girato un video diretto dai Manetti Bros.), realizzato in collaborazione con la cantante Elisa e i rapper Frankie hi-nrg mc e Malaisa.
È da segnalare anche la canzone Malavita, realizzata con il celebre cantante romano Franco Califano.
La canzone Giorno dopo giorno, già presente nel primo album di Ice One B-Boy maniaco, viene qui presentata con un arrangiamento diverso rispetto alla sua prima versione. Anche per questa canzone fu girato un video diretto da Alex Infascelli, in sostanza una versione editata del suo cortometraggio Vuoto a rendere, contenuto nel film De Generazione del 1994.

## Tracce
1. Sto sui miei piedi (feat. Erika) – 3:13
2. Il senso del mio viaggio – 2:51
3. Salvo dentro il fuoco – 3:46
4. Nottetempo (feat. Elisa, Frankie hi-nrg mc, Malaisa) – 3:47
5. Se tutto fosse (feat. Phella) – 2:22
6. Giorno dopo giorno (feat. Erika) – 3:51
7. Medicina buona – 2:42
8. Malavita (feat. Franco Califano) – 2:56
9. Se sia giusto crederti (feat. Truffa) – 2:14
10. Storie di vita vissuta (feat. Erika) – 3:38
11. Cacciala (feat. Truffa) – 3:07
12. L'ultimo motivo (feat. Phella) – 4:33

## Formazione

### La Comitiva
- Ice One - rapping, programmazioni
- Riccardo Sinigallia - chitarra, programmazioni
- Francesco Zampaglione - tastiera, chitarra, programmazioni
- David Nerattini - batteria, programmazioni
- DJ Stile - giradischi, programmazioni

### Altri musicisti
- Erika - voce (tracce 1, 6, 10)
- Elisa - voce (traccia 4)
- Frankie hi-nrg mc - rapping (traccia 4)
- Malaisa - rapping (traccia 4)
- Phella - rapping (tracce 5, 12)
- Franco Califano - voce (traccia 8)
- Pino Pecorelli - contrabbasso (traccia 8)
- Truffa - rapping (tracce 9, 11)